# Kintarō (prénom)
Kintarō (金太郎) est un prénom japonais qui signifie « garçon en or ». Plusieurs personnages fictifs et historiques ont porté ce prénom.
- Kintarō est un enfant semi-légendaire. Il fut très certainement Sakata no Kintoki, samouraï de la période Heian.
  - Les poupées Kintarō représentent l'enfant Kintarō. Au Japon, on les offre aux petits garçons le jour de la fête des garçons (Kodomo no hi), pour leur inspirer le courage de l'enfant légendaire.
  - Le kintarō-ame est une confiserie japonaise en forme de cylindre. Coupée en rondelles, la section du cylindre montre en permanence le visage de l'enfant Kintarō.
- Kintarō est un personnage du manga Golden Boy ainsi que de l'anime éponyme.
- Kintaro est un personnage du jeu vidéo Mortal Kombat.
- Kintarō Okamura est un botaniste japonais.
- Kintarō Hattori (服部金太郎?) est le fondateur de la firme Seiko.
- Pour l'ensemble des articles sur les personnes portant ce prénom, consulter :
  - la liste des articles dont le titre commence par ce prénom
  - les listes produites par Wikidata : Liste des personnes de prénom « Kintarō (prénom) » — même liste en incluant les éventuels prénoms composés qui contiennent « Kintarō (prénom) ».